# Haplogrup O3 del cromosoma Y humà
L'haplogrup O3 del cromosoma Y humà (M122) és un haplogrup format a partir de l'haplotip del cromosoma Y humà.
És descendent de l'haplogrup O. Es creu que va aparèixer a la Xina fa aproximadament 10.000 anys. S'especula que la seva dispersió podria estat associada amb el sobtat bum agrícola associat al cultiu d'arròs.
Aquest clade sembla estar primàriament associat amb la població xinesa, però també forma un component significant de la diversitat del cromosoma Y de la majoria de poblacions modernes de l'est d'Àsia, potser reflectint les influències prehistòriques o històriques que va exercir la Xina sobre diverses nacions veïnes. L'haplogrup O3 es troba pel 50% en totes les poblacions moderenes de xinesos assolint al 80% en certs subgrups regionals de l'ètnia Han, un 40% dels moderns sudsiberians del nord-est d'Àsia (p. ex. manxús, coreans), i un 20% de la població japonesa moderna. L'haplogrup O3 també es troba amb alta freqüència i valors de diversitat entre els homes del sud-est asiàtic i la distribució d'alguns subclades d'endinsa fins a l'Àsia central i Oceania encara que amb baixes freqüències.